# Голландский военный контингент в Афганистане
Голландский военный контингент в Афганистане — подразделение вооружённых сил Нидерландов, созданное в 2002-2003 гг. В 2003 - 2010 гг. действовало в составе сил ISAF.

## История
В октябре 2002 года на авиабазу Манас прибыла авиагруппа "European Participating Airforces" для оказания поддержки войскам ISAF, в составе которой были шесть голландских F-16.
Правительство Голландии отправило военный контингент в Афганистан в 2003 году.
В первом полугодии 2006 года в городе Таринкот (административном центре провинции Урузган) была построена военная база "Kamp Holland", которая стала основной базой голландского контингента ISAF. Помимо военнослужащих военного контингента и подразделения охраны голландского посольства в Кабуле на территории Афганистана работали сотрудники голландской полиции (участвовавшие в программе EUPOL — Afghanistan).
В августе 2006 года три 155-мм самоходные гаубицы PzH-2000 самолётами С-17 были переброшены с авиабазы Рамштайн в ФРГ в состав голландского военного контингента ISAF в Афганистане. Изначально их планировали использовать для усиления обороны военных баз (по одной САУ было решено разместить на двух военных базах голландского контингента, а третью оставить в резерве). Однако в дальнейшем 2-17 сентября 2006 года две САУ использовали в ходе наступления войск ISAF в районе города города Кандагар в южном Афганистане (это был первый случай применения PzH-2000 в боевых действиях).
3 ноября 2007 года взрывом минно-взрывного устройства в провинции Урузган был уничтожен бронеавтомобиль Fennek 43-й механизированной бригады голландской армии и погиб капрал Ronald Groen; 7 сентября 2008 года в 19 км к северу от города Таринкот (в провинции Урузган) взрывом минно-взрывного устройства была уничтожена боевая машина пехоты YPR-765A1 голландского контингента ISAF и погиб рядовой Jos ten Brinke.
1 августа 2010 года голландский контингент ISAF был выведен из Афганистана, но в конце января 2011 года в Афганистан были направлены 545 инструкторов для обучения афганской полиции.
По состоянию на 1 августа 2013 года численность контингента составляла 400 военнослужащих.
По состоянию на 1 сентября 2014 года численность контингента составляла 100 военнослужащих.
28 декабря 2014 года командование НАТО объявило о том, что операция "Несокрушимая свобода" в Афганистане завершена. Тем не менее, боевые действия в стране продолжались и иностранные войска остались в стране - в соответствии с начатой 1 января 2015 года операцией «Решительная поддержка», хотя общая численность войск НАТО (в том числе, голландского контингента) была уменьшена.
22 июня 2015 года в Кабуле была похищена гражданка Голландии Anja de Beer, но через 81 день она была отпущена и возвращена в посольство Голландии в Кабуле.
В феврале 2020 года численность военного контингента составляла 160 военнослужащих.
14 апреля 2021 года президент США Джо Байден объявил о планах начала вывода американских войск из Афганистана в мае 2021 с завершением этого процесса к 11 сентября 2021 года. В этот же день решение о выводе войск «в течение нескольких следующих месяцев» приняли страны НАТО. 24 июня 2021 года Голландия завершила эвакуацию войск и участие в операции.
15-16 августа 2021 года силы талибов заняли Кабул, и правительство Голландии приняло решение отправить в Афганистан самолёты для эвакуации оставшихся в стране граждан Голландии, иностранных граждан и афганских беженцев. К 26 августа 2021 находившиеся в стране 120 граждан Голландии были собраны и доставлены на автобусах в международный аэропорт в Кабуле для эвакуации, также было объявлено о намерении эвакуировать афганцев, ранее работавших на голландские войска, однако после теракта 26 августа 2021 было принято решение о приостановке операции.

## Результаты
Потери голландского военного контингента в Афганистане в период до 1 августа 2010 года составили 25 военнослужащих убитыми и 140 ранеными. В дальнейшем, потери продолжались.
Помимо военнослужащих вооружённых сил и полицейских Голландии, в операции принимали участие контрактники (273 афганца-переводчика, сотрудники частных военных и охранных компаний, которые обеспечивали охрану внешнего периметра нидерландского посольства в Кабуле и двух военных баз нидерландского контингента ISAF в провинции Урузган, а также лица, выполнявшие иные функции). Кроме того, голландские спецслужбы использовали на территории Афганистана завербованных агентов-афганцев.
Следует учесть, что афганских контрактников, работавших на иностранные войска выявляли и казнили даже после того, как они были уволены.
В перечисленные выше потери не включены сведения о финансовых расходах на участие в войне, потерях в технике, вооружении и ином военном имуществе голландского контингента в Афганистане.